# Segunda Divisão de Polo Aquático Masculino
O Campeonato Nacional da 2ª Divisão de Polo Aquático (sénior masculino) é o segundo escalão da Liga Portuguesa de Polo Aquático, e teve seu início em 1988. 
É disputado em duas fases – na primeira com 2 grupos: Zona Norte (6 equipas) e Zona Sul (5 equipas), na segunda em 3 grupos: 1º Grupo com as duas primeiras equipas classificadas nas duas zonas para “Apuramento de Campeão”, 2º Grupo também com 4 equipas provenientes das duas zonas classificadas na 3ª e 4ª posições, e no 3º Grupo as restantes 3 equipas. Em todas as fases e grupos as equipas jogam em casa e fora, com exceção na 2ª fase o 3º grupo as 3 equipas jogam 5 jogos.
Polo Aquático equipas da 2 Divisão na época de 2015/16; Zona Norte: FOCA - Felgueiras; CDUP "B"; AAC - Associação Académica de Coimbra; LSXXI - Lousada; CFP B - Fluvial "B"; ADDCEG - Gondomar. Zona Sul: CORAL; ADO - Oeiras; SAD - Algés; COL - Oriental; CNA - Amadora.

## Equipas Segunda Divisão Masculina 2023/24 - 2024/25
| Clube                                                            | Cidade                |
| ---------------------------------------------------------------- | --------------------- |
| Aminata - Évora Clube de Natação                                 | Évora                 |
| Cascais Water Polo Club                                          | Cascais               |
| CDUP - Centro Desportivo Universitário do Porto                  | Porto                 |
| Clube Náutico Académico de Coimbra                               | Coimbra               |
| FOCA - Clube de Natação de Felgueiras                            | Felgueiras            |
| Leixões Sport Clube                                              | Matosinhos            |
| Lousada Séc. XXI                                                 | Lousada               |
| Portinado - Associação de Natação de Portimão                    | Portimão              |
| Sport Algés e Dafundo                                            | Algés                 |
| Equipas "B" - Vitória SC, Sporting CP, CF Portuense, CN Povoense | -                     |
| Outros clubes que já participaram                                | Cidade                |
| ADDCE Gondomar                                                   | Gondomar              |
| Clube de Natação de Oeiras                                       | Oeiras                |
| AEIS Técnico                                                     | Lisboa                |
| Bairro dos Anjos                                                 | Leiria                |
| Coral Polo Aquático                                              | Reguengos de Monsaraz |
| Grupo Dramático Sportivo de Cascais                              | Cascais               |

## Campeões da 2.ª Divisão
| Campeonato Português da 2ª Divisão de Polo Aquático | Campeonato Português da 2ª Divisão de Polo Aquático | Campeonato Português da 2ª Divisão de Polo Aquático                    | Campeonato Português da 2ª Divisão de Polo Aquático |
| Época                                               | Campeão                                             | Resultados                                                             | Finalista Vencido                                   |
| --------------------------------------------------- | --------------------------------------------------- | ---------------------------------------------------------------------- | --------------------------------------------------- |
| 2019-2020                                           |                                                     |                                                                        |                                                     |
| 2018-2019                                           | Clube Fluvial Portuense "B"                         | CFP-CNPO 12–3 (?) & CNPO-CFP 8-12 (2-0; 3-5; 3-3; 0-4)                 | Clube Naval Povoense "B"                            |
| 2017-2018                                           | Clube Fluvial Portuense "B"                         | SAD-CFP 11–10 (4-3; 2-4; 3-1; 2-2) & CFP-SAD 11-8 (3-2; 2-3; 2-2; 4-1) | Sport Algés e Dafundo "B"                           |
| 2016-2017                                           | CDUP "B"                                            | Classificação final                                                    | Sport Algés e Dafundo                               |
| 2015-2016                                           | CN Felgueiras - FOCA                                | Classificação final                                                    | Coral Polo Aquático                                 |
| 2014-2015                                           | CEA Trofa                                           | Classificação final                                                    | Portinado                                           |
| 2013-2014                                           | Portinado                                           | 15–7 Parciais: 2-1, 5-1, 3-4, 5-1                                      | CNA Coimbra                                         |
| 2012-2013                                           | Lousada Séc. XXI                                    | Classificação final                                                    | Talaíde-Pequimil                                    |
| 2011-2012                                           | Aminata                                             |                                                                        | Lousada Séc. XXI                                    |
| 2010-2011                                           | Sport Algés e Dafundo                               |                                                                        |                                                     |
| 2009-2010                                           | Sporting CP                                         | 8–5                                                                    | CNA Coimbra                                         |
| 2008-2009                                           | ADDCE Gondomar                                      |                                                                        |                                                     |
| 2007-2008                                           | Louletano DC                                        |                                                                        |                                                     |
| 2006-2007                                           | Lousada Séc. XXI                                    |                                                                        |                                                     |
| 2005-2006                                           | Clube Naval Povoense                                | Classificação final                                                    | ADDCE Gondomar                                      |
| 2004-2005                                           | CNA Coimbra                                         |                                                                        |                                                     |
| 2003-2004                                           | Vitória SC                                          |                                                                        |                                                     |
| 2002-2003                                           | CNA Coimbra                                         |                                                                        |                                                     |
| 2001-2002                                           | Sport Algés e Dafundo                               |                                                                        |                                                     |
| 2000-2001                                           | CN Pinguins Sintra-Litoral                          |                                                                        |                                                     |
| 1999-2000                                           | Louletano DC                                        |                                                                        |                                                     |
| 1998-1999                                           | AA UTAD                                             |                                                                        |                                                     |
| 1997-1998                                           | Clube Desportivo Aquático                           |                                                                        |                                                     |
| 1996-1997                                           | CN Cascais - Golfinhos                              |                                                                        |                                                     |
| 1995-1996                                           | Clube Desportivo Aquático                           |                                                                        |                                                     |
| 1994-1995                                           | Clube Fluvial Portuense                             |                                                                        |                                                     |
| 1993-1994                                           | CDUP                                                |                                                                        |                                                     |
| 1992-1993                                           | CP Natação                                          |                                                                        |                                                     |
| 1991-1992                                           | Clube de Natação de Oeiras                          |                                                                        |                                                     |
| 1990-1991                                           | Clube de Futebol "Os Belenenses"                    |                                                                        |                                                     |
| 1989-1990                                           | Sport Comércio e Salgueiros                         |                                                                        |                                                     |
| 1988-1989                                           | Clube de Natação de Oeiras                          |                                                                        |                                                     |
| 1987-1988                                           | Sport Comércio e Salgueiros                         |                                                                        |                                                     |

| Campeonato Português da 3ª Divisão de Polo Aquático | Campeonato Português da 3ª Divisão de Polo Aquático                |
| Época                                               | Campeão                                                            |
| --------------------------------------------------- | ------------------------------------------------------------------ |
| 1991-1992                                           | Clube de Propaganda da Natação                                     |
| 1990-1991                                           | neptus - AE da Faculdade de Ciências do Desporto e Educação Física |
| 1989-1990                                           | Clube Desportivo Nacional                                          |